# Sadang (Einheit)
Sadang, Sandang, Saundaung war ein indisches Längenmaß und entsprach der Elle. Verbreitung hatte das Maß in Pegu und Ava, Regionen im heutigen Myanmar. Die Besonderheit des Maßes war die willkürliche Festlegung der Länge durch den jeweiligen Herrscher. Die Reichselle, auch königliche Elle, wie sie auch bezeichnet wurde, war Anfang des 19. Jahrhunderts:
- 1 Sadang = 248 Pariser Linien = 559,44 Millimeter (= 5/9 Meter = 0,5555 Meter[2])
- 7 Sadang = 1 Dha /Bamboo
- 7000 Sadang = 1 Dain/Meile
- 1 Sandang = 22 Zoll (engl.)[1]/Palgouts/Palgat/Pahlgaht/Paulgaut[3]